# 16-й округ департамента Нор
16-й избирательный округ департамента Нор включает двадцать семь коммун округа Дуэ. Общая численность избирателей, включённых в списки для голосования в 2017 г. - 83 022 чел.
До 2012 г. в состав 16-го округа входили: кантоны Маршьенн, Дуэ-Сюд (без города Дуэ, коммун Рукур и Ферен), коммуны Анье, Флин-ле-Раш , Лаллен (кантон Дуэ-Нор), коммуны Оби, Раш, Рембокур, Роос-Варанден (кантон Дуэ-Нор-Эст) .
Действующим депутатом Национального собрания по 16-му округу является Ален Брюнель (Коммунистическая партия).
|  | Начало срока      | Конец срока       | Депутат          | Партия                  |
|  | ----------------- | ----------------- | ---------------- | ----------------------- |
|  | 21 июня 2012 г.   | н/вр              | Ален Брюнель     | Коммунистическая партия |
|  | 18 июня 2012 г.   | 20 июня 2017 г.   | Жан-Жак Канделье | Коммунистическая партия |
|  | 26 июня 2007 г.   | 17 июня 2012 г.   | Жан-Жак Канделье | Коммунистическая партия |
|  | 19 июня 2002 г.   | 25 июня 2007 г.   | Жорж Аж          | Коммунистическая партия |
|  | 12 июня 1997 г.   | 18 июня 2002 г.   | Жорж Аж          | Коммунистическая партия |
|  | 02 апреля 1993 г. | 21 апреля 1997 г. | Жорж Аж          | Коммунистическая партия |
|  | 23 июня 1988 г.   | 01 апреля 1993 г. | Жорж Аж          | Коммунистическая партия |
|  | 2 апреля 1986 г.  | 14 мая 1988 г.    | Жорж Аж          | Коммунистическая партия |
|  | 2 июля 1981 г.    | 1 апреля 1986 г.  | Жорж Аж          | Коммунистическая партия |
|  | 3 апреля 1978 г.  | 22 мая 1981 г.    | Жорж Аж          | Коммунистическая партия |

## Результаты выборов

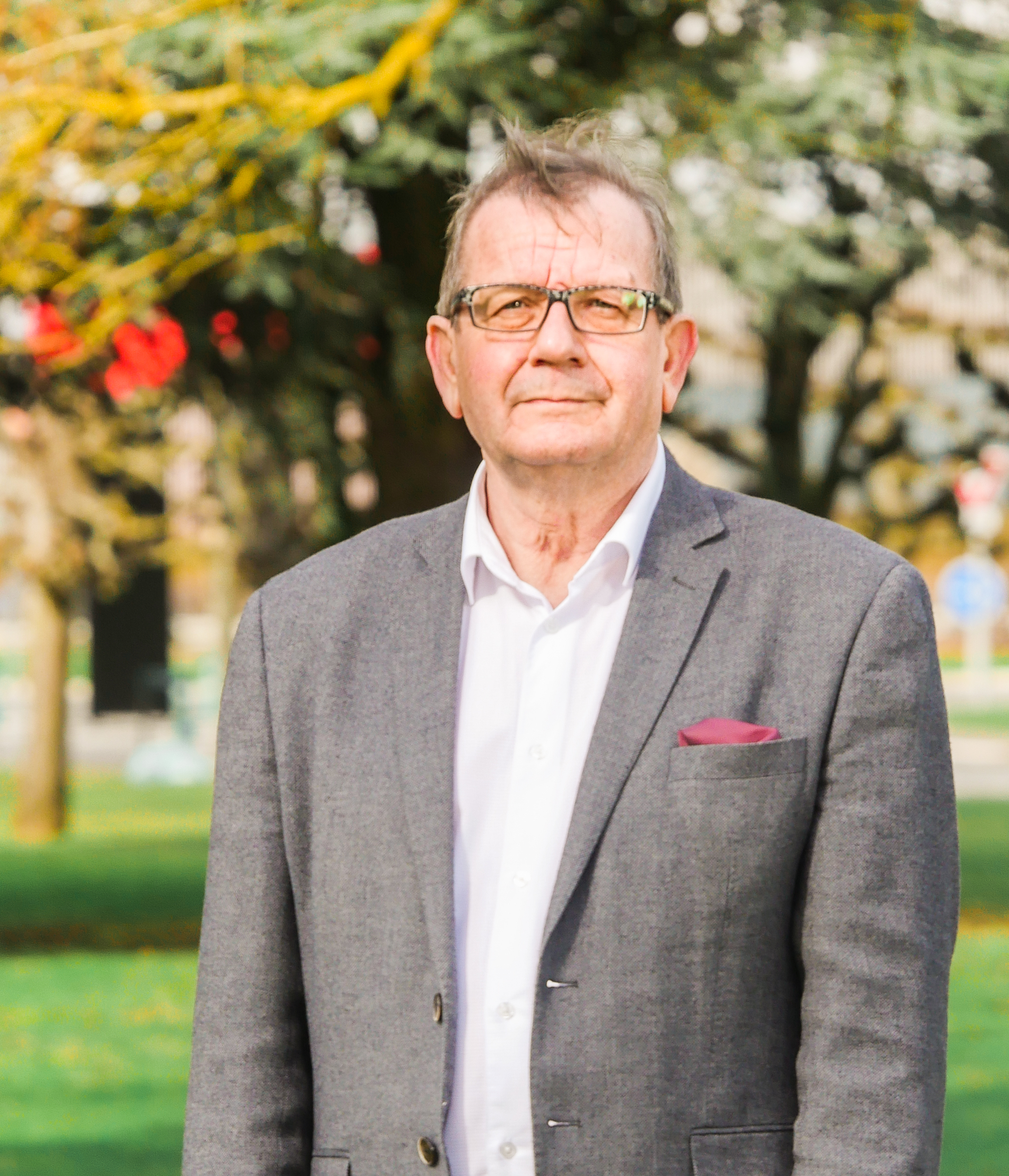
Ален Брюнель

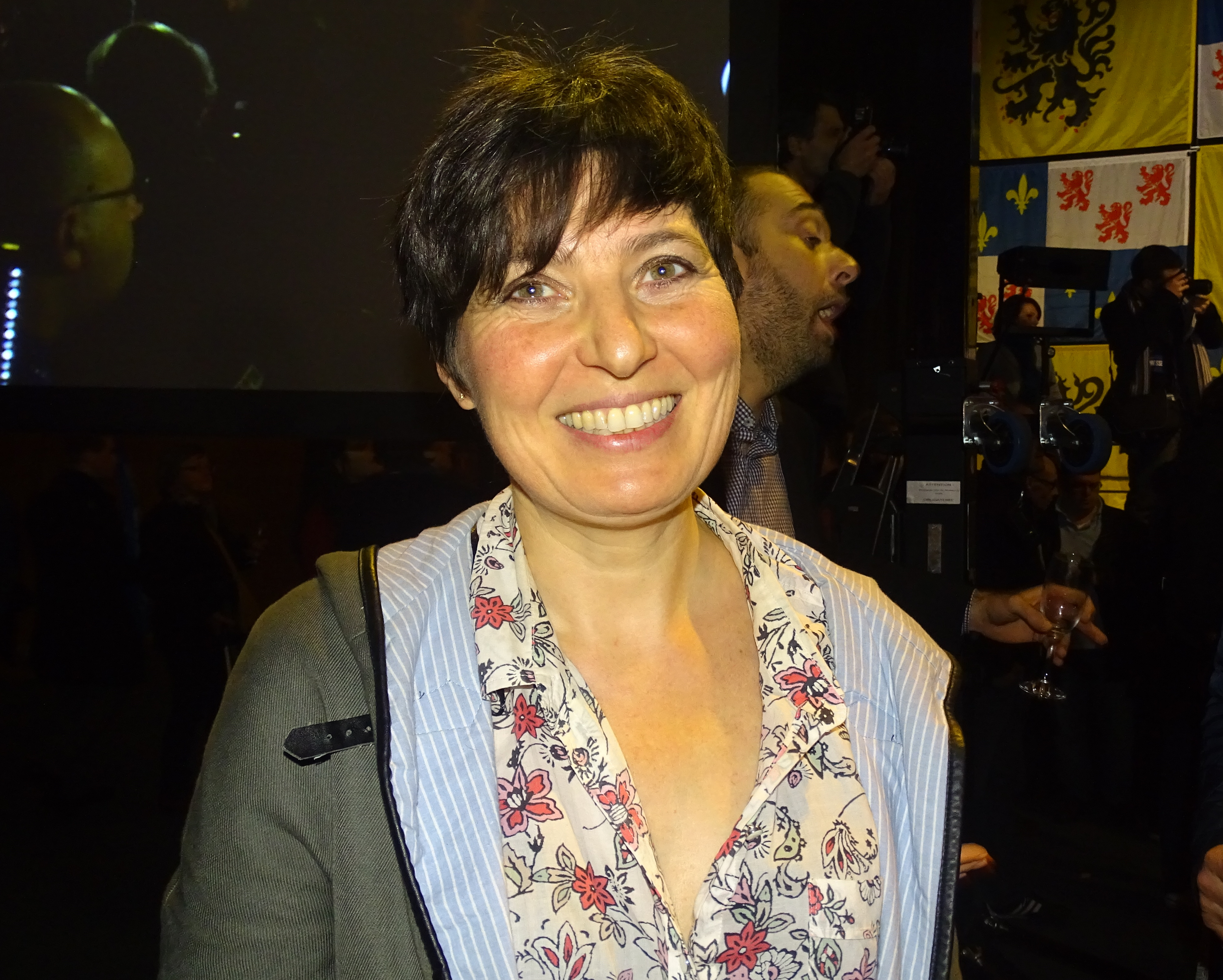
Ортанс де Мерёй

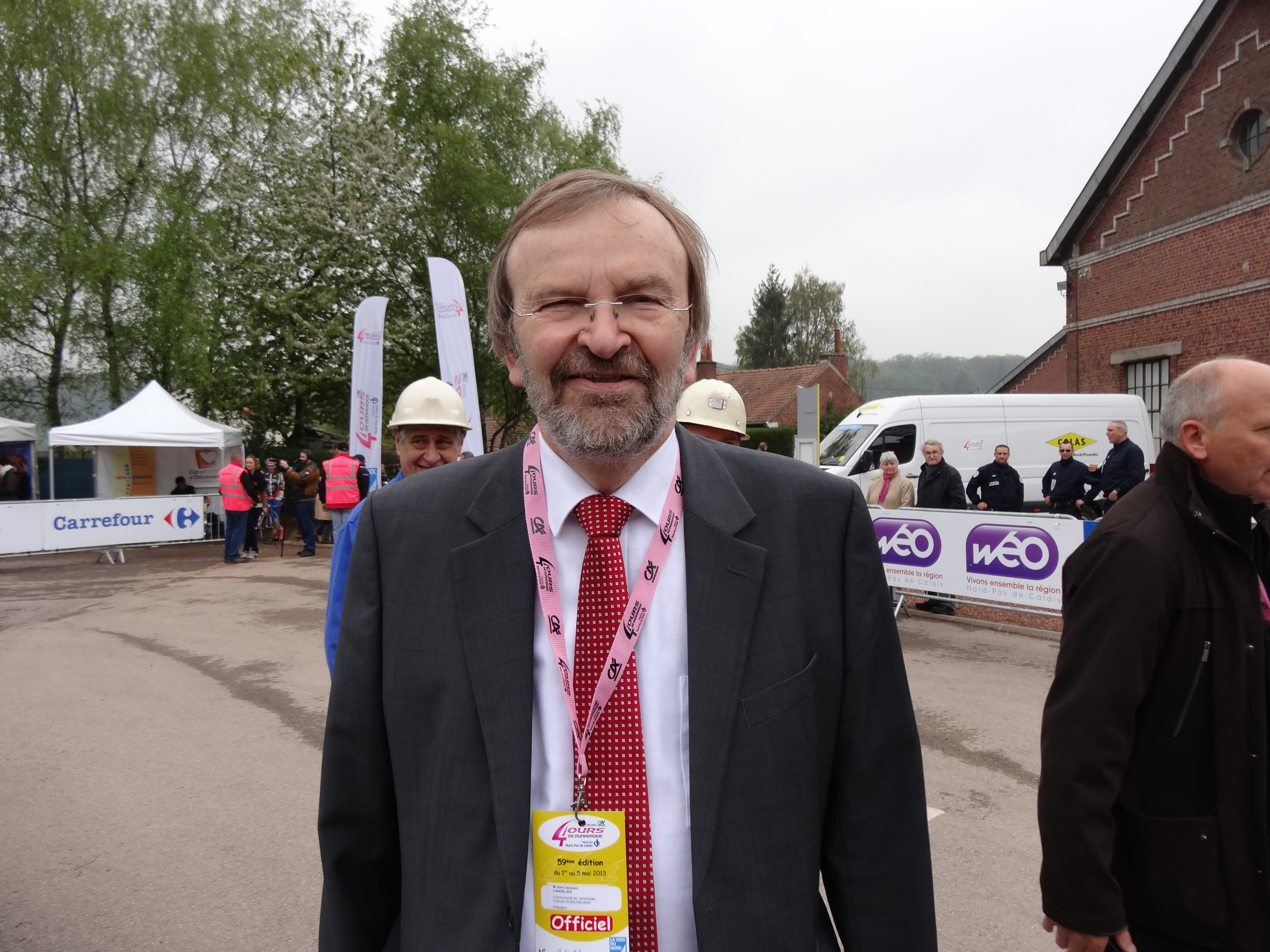
Жан-Жак Канделье

Выборы депутатов Национального собрания 2017 г.:
|                | Кандидат          | Партия                   | Первый тур | Первый тур     | Второй тур | Второй тур |
| Кол-во голосов | Кандидат          | Партия                   | % голосов  | Кол-во голосов | % голосов  |            |
| -------------- | ----------------- | ------------------------ | ---------- | -------------- | ---------- | ---------- |
|                | Ален Брюнель      | Коммунистическая партия  | 7343       | 20,45          | 17 057     | 55,86      |
|                | Ортанс де Мерёй   | Национальный фронт       | 10 444     | 29,09          | 13 478     | 44,14      |
|                | Шанталь Рибак     | Демократическое движение | 7266       | 20,24          |            |            |
|                | Фредерик Деланнуа | Социалистическая партия  | 5584       | 15,55          |            |            |
|                | Насера Сольтани   | Республиканцы            | 2812       | 7,83           |            |            |
|                | Филипп Бернар     | Европа Экология Зелёные  | 1050       | 2,92           |            |            |
|                | Роже Мари         | Крайне левые             | 705        | 1,96           |            |            |
|                | Лоик Жаспар       | Экологисты               | 386        | 1,08           |            |            |
| Прочие         | Прочие            | Прочие                   |            | менее 1 %      |            |            |

Выборы депутатов Национального собрания 2012 г.:
|                | Кандидат          | Партия                    | Первый тур | Первый тур     | Второй тур | Второй тур |
| Кол-во голосов | Кандидат          | Партия                    | % голосов  | Кол-во голосов | % голосов  |            |
| -------------- | ----------------- | ------------------------- | ---------- | -------------- | ---------- | ---------- |
|                | Жан-Жак Канделье  | Левый фронт               | 15 736     | 35,09          | 23 461     | 100,00     |
|                | Кристиан Энтем    | Социалистическая партия   | 11 580     | 25,82          |            |            |
|                | Мари Боке         | Национальный фронт        | 9189       | 20,49          |            |            |
|                | Мирей Морель      | Союз за народное движение | 6123       | 13,65          |            |            |
|                | Лоран Демон       | Демократическое движение  | 840        | 1,87           |            |            |
|                | Адриан Ильдебранд | Партия зелёных            | 499        | 1,11           |            |            |
| Прочие         | Прочие            | Прочие                    |            | менее 1 %      |            |            |

Выборы депутатов Национального собрания 2007 г.:
|                | Кандидат             | Партия                            | Первый тур | Первый тур     | Второй тур | Второй тур |
| Кол-во голосов | Кандидат             | Партия                            | % голосов  | Кол-во голосов | % голосов  |            |
| -------------- | -------------------- | --------------------------------- | ---------- | -------------- | ---------- | ---------- |
|                | Жан-Жак Канделье     | Коммунистическая партия           | 15 239     | 32,92          | 29 565     | 66,09      |
|                | Мишель Дерен         | Союз за народное движение         | 11 038     | 23,84          | 15 169     | 33,91      |
|                | Жанин Маркель        | Социалистическая партия           | 9565       | 20,66          |            |            |
|                | Моник Делевалле      | Национальный фронт                | 2993       | 6,46           |            |            |
|                | Анжело Эррера-Мюллер | Демократическое движение          | 2067       | 4,46           |            |            |
|                | Филипп Бернар        | Партия зелёных                    | 979        | 2,11           |            |            |
|                | Кристиан Вельдеман   | Крайне левые                      | 820        | 1,77           |            |            |
|                | Жослин Ленглен       | Охота, рыбалка, природа, традиции | 680        | 1,47           |            |            |
|                | Терез Демарец        | Экологисты                        | 631        | 1,36           |            |            |
|                | Жан-Жак Брак         | Прочие                            | 625        | 1,35           |            |            |
|                | Флоранс Л'Ости       | Крайне левые                      | 610        | 1,32           |            |            |
| Прочие         | Прочие               | Прочие                            |            | менее 1 %      |            |            |